# Bovec (municipio)
Bovec es un municipio de Eslovenia, situado en el noroeste del país junto a la frontera con Italia. Comprende el valle que forma el río Isonzo en su curso alto. Su capital es Bovec.
En 2018 tiene 3049 habitantes.
El municipio comprende las localidades de Bavšica, Bovec (la capital), Čezsoča, Kal - Koritnica, Lepena, Log Čezsoški, Log pod Mangartom, Plužna, Soča, Srpenica, Strmec na Predelu, Trenta, Žaga.